# Uffhofen (Flonheim)

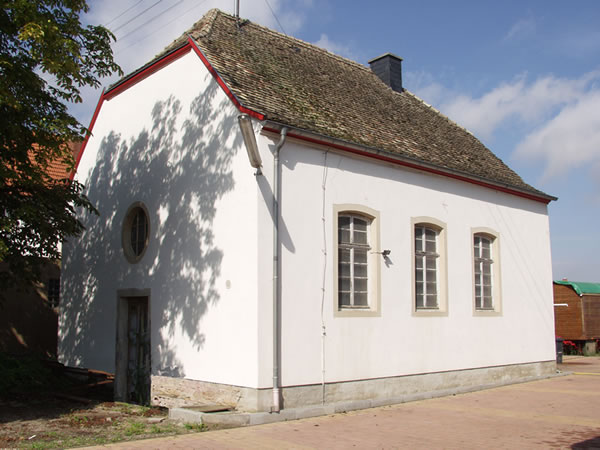
Mennonitenkirche

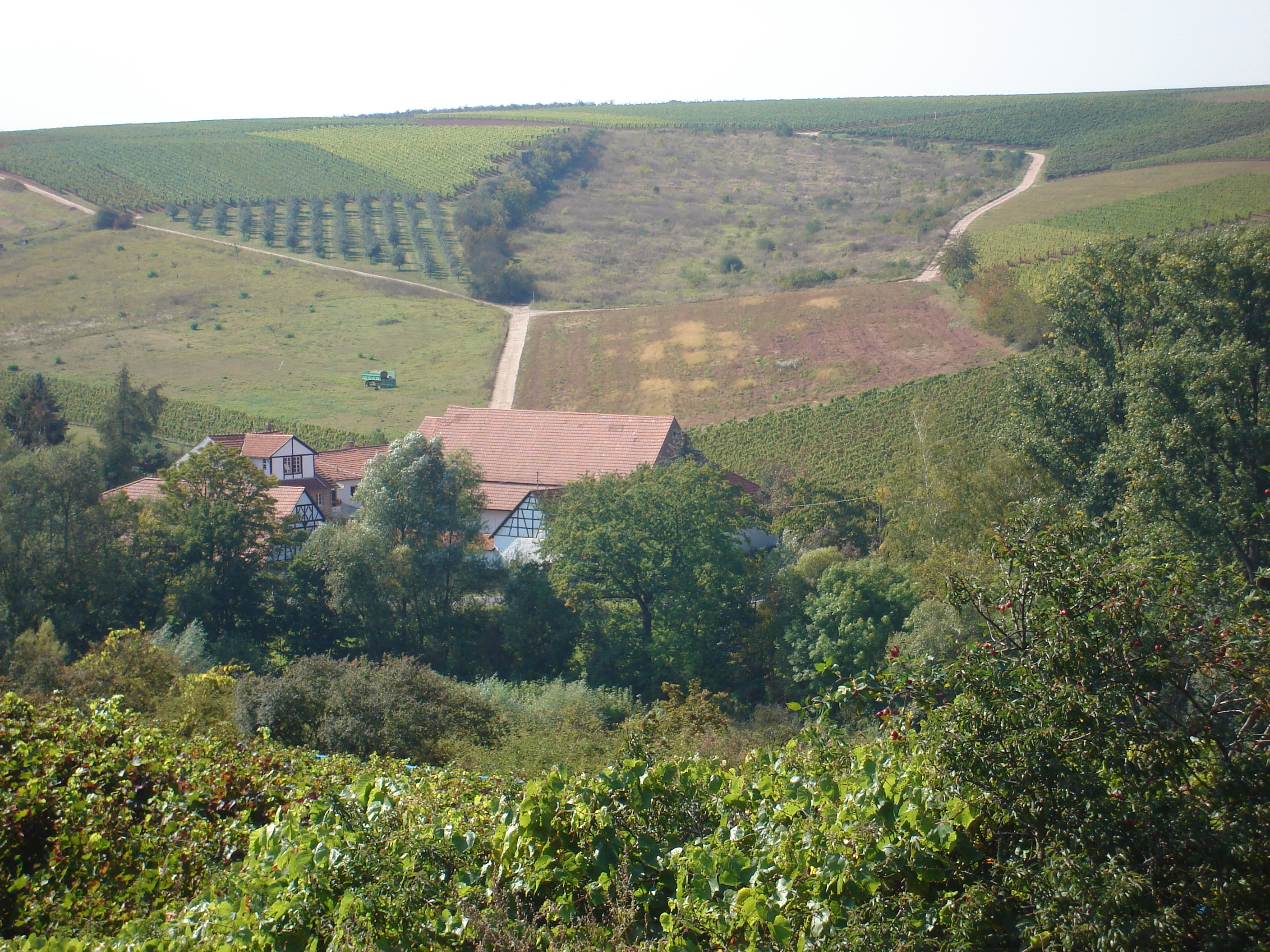
Geistermühle

Uffhofen ist seit dem 7. Juni 1969 Ortsteil von Flonheim im Landkreis Alzey-Worms in Rheinland-Pfalz.

## Geschichte

### Mittelalter und Frühe Neuzeit
Die älteste erhaltene Erwähnung von Uffhofen stammt von 1240. Es gehörte den Rau- und Wildgrafen. Als die Rheingrafen Anfang des 15. Jahrhunderts auch das Erbe der ausgestorbenen Wildgrafen antraten, nannten sie sich Wild- und Rheingrafen. Nachdem 1475 ein Teil des Nachlasses der Grafen zu Salm (Linie Obersalm) an die Wild- und Rheingrafen zu Dhaun und Kyrburg gegangen war, nahmen diese den Namen Grafen zu Salm an, woran heute noch die Lachse im Ortswappen erinnern. Am Ende des Alten Reichs gehörte das Dorf immer noch zur Grafschaft Salm.

### Neuzeit
Nach der Einnahme des linken Rheinufers durch französische Revolutionstruppen wurde die Region 1793 von Frankreich annektiert. 
 Verzögert durch die Koalitionskriege wurde die Annexion erst nach 1797 konsolidiert und Uffhofen gehörte von 1798 bis 1814 zum Kanton Alzey im Departement Donnersberg. Gerichtlich war im Bereich des Kantons für die Zivilgerichtsbarkeit das Friedensgericht Alzey zuständig, für die Angelegenheiten der freiwilligen Gerichtsbarkeit im übrigen Notariate.
Aufgrund 1815 auf dem Wiener Kongress getroffener Vereinbarungen und eines 1816 zwischen dem Großherzogtum Hessen, Österreich und Preußen geschlossenen Staatsvertrags kam Rheinhessen, und damit auch die Gemeinde Uffhofen, zum Großherzogtum Hessen, das das neu erworbene Gebiet als Provinz Rheinhessen organisierte. Nach der Auflösung der Kantone in der Provinz kam der Ort 1835 zum neu errichteten Kreis Alzey, zu dem er bis 1969 gehörte.
Das Friedensgericht Alzey wurde 1879 aufgelöst und durch das Amtsgericht Alzey ersetzt.
Nach dem Zweiten Weltkrieg gehörte die Gemeinde zur französischen Besatzungszone und wurde 1946 Teil des neu gebildeten Landes Rheinland-Pfalz. Im Zuge der Gebietsreform in Rheinland-Pfalz wurden die beiden Gemeinden Uffhofen und Flonheim am 7. Juni 1969 zur heutigen Gemeinde Flonheim zusammengeschlossen.

## Wappen
Das ursprüngliche Wappen bis 1969 war ein gespaltener Schild. Im rechten Feld ein nach rechts gewendeter steigender goldener Löwe auf rotem Grund. Im linken Feld zwei rote Fische auf goldenem Grund.

## Bauwerke
Siehe Liste der Kulturdenkmäler in Uffhofen

## Persönlichkeiten
- Friedrich Jakob Schott (1871–1944), Bürgermeister von Uffhofen und Landtagsabgeordneter